# Židovice (okres Litoměřice)
Obec Židovice se nachází v okrese Litoměřice v Ústeckém kraji, asi tři kilometry severozápadně od Roudnice nad Labem. Žije v ní 389 obyvatel.

## Název
Název vesnice je odvozen z osobního jména Žid ve významu ves lidí Židových. V historických pramenech se objevuje ve tvarech: Zydowicz (1390), dvuor Zidowicze (1555), Židovice (1726), Židowic (1785), Schidowitz nebo Židowec (1845) a Židovice či Židovce (1848).

## Historie
První písemná zmínka o obci pochází z roku 1390.

## Obyvatelstvo
|           | 1869 | 1880 | 1890 | 1900 | 1910 | 1921 | 1930 | 1950 | 1961 | 1970 | 1980 | 1991 | 2001 | 2011 | 2021 |
| --------- | ---- | ---- | ---- | ---- | ---- | ---- | ---- | ---- | ---- | ---- | ---- | ---- | ---- | ---- | ---- |
| Obyvatelé | 255  | 433  | 417  | 478  | 529  | 487  | 522  | 342  | 395  | 414  | 371  | 287  | 299  | 365  | 402  |
| Domy      | 43   | 52   | 55   | 62   | 66   | 70   | 94   | 105  | 101  | 103  | 102  | 112  | 116  | 127  | 134  |

## Obecní správa
Mezi lety 1869–1985 Židovice byla obcí v okrese Roudnice (1869–1910), poté v okrese Roudnice nad Labem a později v okrese Litoměřice. Od 1. července 1985 do 30. června 1990 patřil jako část města k Roudnici nad Labem a od 1. července 1990 je opět samostatnou obcí.

### Obecní symboly
Znak a vlajka byly obci uděleny rozhodnutím předsedkyně Poslanecké sněmovny Parlamentu České republiky dne 9. listopadu 2010.

## Pamětihodnosti
- Boží muka